# باكي نيكو
باكي نيكو (化け猫، bakeneko)، أحد أنواع كائنات اليوكاي الأسطورية في الفلكلور الياباني المقتبسة عن القطط ومن أشهرها، يظهر هذا الكائن عادةً بشكل قطة قادرة على الكلام أو قطة راقصة أو ذات قدرة على التحول إلى هيئة بشرية، يتكون الإسم من مقطعين وحش (化け، bake) وقط (猫، neko) يمكن ترجمة الإسم بـ (القط الوحش أو القط الشبح)، ويجب عدم الخط بيه وبين وحش آخر مشابه يسمى نيكوماتا [الإنجليزية] يظهر بشكل قطة لها ذيلان، عمومًا تندرج كافة الوحوش الأسطورية اليابانية التي تكون بشكل القطط تحت مسمى كايبيو [الإنجليزية].
توجد عدة قصص أسطورية عن الباكينيكو في أجزاء مختلفة من اليابان، لكن قصة نابيشيما من محافظة ساغا لها شهرة خاصة.

## الأصل
يعود سبب ظهور القطط بشكل يوكاي (وحش أسطوري) في الميثولوجيا اليابانية إلى العديد من صفاتها الذاتية اللافتة للنظر، مثلاً: تغير شكل عيونها إعتمادًا على وقت النهار، وإمكانية أن يسبب فراؤها شرارًا عند مداعبتها (كهرباء ساكنة)، وقدرتها على التحرك بسرعة دون إحداث صوت، طبيعتها الوحشية المفترسة بعكس اللطف الذي تبديه، صعوبة السيطرة عليها على عكس الكلاب، مخالبها وأسنانها الحادة، وتجولها الليلي.
حيوانات أخرى كثيرة تظهر بهيئة يوكاي في القصص القديمة اليابانية كالثعابين، والثعالب القادرة على التحول، الراكون [الإنجليزية] المفترس للبشر التي كانت شعبية في فترة إيدو لكن بالمقارنة مع القطط فإن للأخيرة حكايات أكثر كونها تعيش بالقرب من البشر مع ذلك تحتفظ بخصوصيتها البرية والغامضة.
أحد الإعتقادات الشعبية عن الباكينيكو هي رؤيتهم يلعقون زيت المصباح، في فترة إيدو ذكرت موسوعة واكان سانساي زوي [الإنجليزية] أن رؤية القط يلعق زيت المصباح هو نذير لحدوث أمر خارق وشيك، لكن من جهة أكثر موضوعية يمكن تفسير رغبة القطط في لعق هذا الزيت كون أن الناس في أوائل العصر الحديث استخدموا زيوت السمك الرخيصة في المصابيح على سبيل المثال زيت السردين، حيث ساد في ذلك الوقت النظام الغذائي النباتي المعتمد على الحبوب والخضار، والقطط كانت حصتها بقايا طعام البشر لكن بإعتبارها آكلات لحوم فهي كانت تفتقر إلى البروتين والدهون، وهذا سبب إنجذابها لزيوت المصابيح، علاوة على هذا فإن رؤية قط يقف على رجليه الخلفيتين ليصل إلى زيت المصباح الذي ينير وجهه كان يبدو مشهدًا غريبًا وغير طبيعي دفع الناس للظن أنهم يرون وحش يوكاي، عامل آخر ساعد على تكوين هذا الإعتقاد، هو انه ساد في الفكر الياباني القديم ربط إختفاء وسرقة بعض أغراض المنازل بنشاط كائنات اليوكاي الخارقة، لذا إختفاء الزيت مع رؤية القطط عمل تحويل القصة إلى شكل خارق للطبيعة.
ربما تكون نشأت أسطورة قدرة القطط على المواء من سوء تفسير موائها على انه لغة بشرية، في عام 1992م صدر مقال جاد في صحيفة يوميوري عن إعتقاد ناس سمعوا قطة تتحدث، لكن عند التركيز مرة ثانية أدركوا انه مجرد مواء وكان بالصدفة مشابه لبعض الكلمات البشرية.

## المعتقدات حولها

### ولادة الباكينيكو
إنتشرت حكايات شعبية مختلفة في عموم اليابان عن طريقة تحول القطط العادية إلى باكينيكو، أبرزها:
- في محافظة ناغويا وإيباراكي توجد قصص تدعي أن القطط المسنة التي تمت تربيتها أكثر من 12 عام تتحول إلى باكينيكو، بينما في محافظة أوكيناوا 13 عام.
- في منطقة ياماغاتا بمحافظة هيروشيما يقال أن القطط التي تتم تربيتها أكثر من 7 سنوات ستقوم بقتل من يربيها، جعل هذا بعض الناس يقررون عدد السنوات التي يقومون بتربية القطط فيها مسبقًا.[11]
- في مناطق أخرى تأخذ القصة شكل مختلف، يعتقد أن القطط التي يتم قتلها بوحشية من قبل البشر ستتحول إلى باكينيكو وتقوم بلعن ذلك الإنسان بهدف الإنتقام.[12]
- كما إنتشر في فترة إيدو إعتقاد بأن القصص التي تملك ذيل طويل لها قدرات خارقة ويرتبط طول ذيلها بمدى حكمتها ومعرفتها، بسبب هذا شاع بين الناس عادة بتر وتقصير ذيول القطط التي تربى في المنازل ويتوقع أن هذا هو السبب في وجود الكثير من القطط في اليابان قصيرة الذيل، حيث قام الإنتخاب الطبيعي بالإبقاء على القطط قصيرة الذيل.[13]

يمكن من هذا تلخيص أن أسطورة الباكينيكو لا ترتبط فقط بالقطط المسنة التي إكتسبت الحكمة من حياتها الطويلة جعلتها تنطق بلغة البشر وترقص، لكنها إرتبطت أيضًا بالإنتقام من البشر القساة الذين يؤذون القطط بوحشية أو يؤذون أصحابها بشكل ظالم، وعلى العموم فوجودها في قرية أو منزل ما يعتبر تهديدًا للسكان.

### قدراتها
تتنوع القدرات التي تنسب إلى الباكينيكو، أشهرها:
- مقدرتها على التحدث بلغة البشر والنقاش معهم.
- التحول إلى هيئة بشرية (بشكل نساء غالبًا) أو شبه بشرية، في بعض الأحيان تتصور بهيئة من يربيها.
- إرتداء غطاء على الرأس مع الرقص والإحتفال.[12]
- السيطرة على البشر الأحياء والتلاعب بهم.
- التحكم بجثث الموتى وتحريكها.
- جلب المصائب واللعنات على من يؤذيها.[11]
- يمكنها إستداء كرات نارية شبحية تطوف حولها، ويمكنها أن تتسبب باشتعال النيران في المنازل والأبنية بذيلها الذي يحتوي في طرفه على شعلة أحيانًا.[14]
- التحالف مع الذئاب للقيام بهجمات على المسافرين.[5]

وكمثال غير تقليدي، في جزر آجي محافظة مياغي، وجز أوكي محافظة شيماني هناك حكاية عن قط تحول إلى إنسان من أجل ممارسة مصارعة السومو.
الإيمان بأن القطط يمكن أن تسبب ظواهر خارقة للطبيعة لا يقتصر على اليابان فقط، فعلى سبيل المثال في منطقة جينهوا، جيجيانغ، في الصين، تسود خرافة تقول بأن القطة خاصة التي لها ذيل أبيض التي قام البشر بتربيتها لمدة ثلاث سنوات ستبدأ بإلقاء السحر عليهم، كما يذكر بأن القطط تستمد طاقتها الروحية من القمر، وإذا وجدت قطة تنظر إلى القمر يجب أن تقتل على الفور.

## الحكايات والأدب

### حكاية تاكاسو غينبيه
إحدى القصص الشهيرة عن الباكينيكو تتحدث عن رجل يدعى «تاكاسو غينبيه» الذي أدرك تغيرات مفاجئة بتصرفات والدته بعد إختفاء قطه الأليف لسنوات عديدة، حيث كانت تتجنب أفراد العائلة والأصدقاء وتحرص على تناول طعامها بانعزال في غرفتها، عندما قام بمراقبتها شاهد وحشًا بهيئة قطة عليه ملابس الأم يأكل جيف لحيوانات، قام تاكاسو بعد تردد كبير بقتل هذا الوحش الذي في زي والدته، وبعد يوم واحد تحولت جسم الوحش ليعود إلى القط الأليف الذي إفتقده منذ عدة أعوام، بينما قام تاكاسو بتفتيش غرفة والدته ليجد جثتها تحت الأرضية وقد تم إلتهامها ولم يتبقى سوى هيكلها العظمي.

### إضطراب نابيشيما
أسطورة أخرى عن باكينيكو تدور أحداثها في فترة حاكم إقطاعية ساغا [الإنجليزية]، محافظة هيزين [الإنجليزية]، الثاني نابيشيما ميتسوشيغي [الإنجليزية]، وأحد أتباعه ريوزوجي ماتاشيتشيرو الذي كان يلعب كخصم للحاكم في لعبة الغو، بسبب إستياء ميتسوشيغي قام الأخير بقتل ماتاشيتشيرو، والدة ماتاشيتشيرو التي أصابها الحزن قامت بالتحدث عن ألمها أمام قطتها ثم إنتحرت، فقامت القطة بلعق دم الأم وتحولت إلى باكينيكو ثم ذهبت إلى قصر ميتسوشيغي وبدأت بتعذيبه وإرعابه كل ليلة حتى تمكن خادمه المخلص «كوموري هانزايمون» من قتلها أخيرًا وأنقذ عائلة نابيشيما.
تاريخيًا، كانت قبيلة ريوزوجي [الإنجليزية] أقدم من نابيشيما في محافظة هيزين [الإنجليزية]، بعد موت ريوزوجي تاكانوبو [الإنجليزية]، إستلم مساعده نابيشيما ناوشيغي [الإنجليزية] السلطة الحقيقة، وبعد الموت المفاجئ لتاكافوسا حفيد تاكانوبو والده ماساي أقدم على الإنتحار أيضًا، بعد ذلك قامت بقايا قبيلة ريوزوجي [الإنجليزية] بخلق إضطرابات قرب قلعة ساغا، لذا من أجل تهدئة أرواح موتى قبيلة ريوزوجي [الإنجليزية] التي أعتبرت هي أصل هذا الإضطراب قام ناوشيغي ببناء معبد تينيو-جي (الواقع حاليًا في تافوسي، ساغا)، لم يكن انتقال السلطة من قبيلة ريوزوجي [الإنجليزية] إلى قبيلة نابيشيما [الإنجليزية] المشكلة إنما موت تاكانوبو وموت نجل نابيشيما كاتسوشيغي [الإنجليزية] المفاجئ أدى ببعض كتاب القصص إلى نسب هذه الأحداث دراميًا إلى الأشباح، فتكون الباكينيكو مجرد تعبير عن ضغينة آل-ريوزوجي التي تجسدت بهيئة قطة.
في فترة كايي [الإنجليزية] (1848-1854م) تحولت هذه الحكاية إلى مسرحية (شيباي) تمت تأديتها في ناكامورا زا [الإنجليزية] بعنوان (هانا ساغانو نيكوما إشيبومي شي؛ 花嵯峨野猫魔碑史)، أصبحت هذه المسرحية شائعة للغاية في جميع أنحاء اليابان، لكن بسبب شكوى تقدمت بها إقطاعية ساغا تم إيقافها بشكل سريع، الساموراي الذي قدم الشكوى لإيقاف المسرحية كان «نابيشيما ناوتاكا» من قبيلة نابيشيما [الإنجليزية]، هذا جعل الشائعات تنتشر أكثر حول أسطورة الباكينيكو وإضطراب نابيشيما.
بعد ذلك تم تداول القصة في المجتمع بشكل واسع من خلال حكاية كودان [الإنجليزية] بعنوان (ساغا نو يوزاكورا؛ 佐賀の夜桜) وكتاب التسجيلات التاريخي (ساغا كايبيودين؛ 佐賀怪猫伝)، في حكاية الكودان (الشكل الياباني من الحكايات المروية) يذكر أن أرملة ريوزوجي تحدثت عن حزنها للقط التي أصبحت باكينيكو ثم هاجمت والدة وزوجة «كوموري هانزايمون» وأكلتهما ثم تغير شكلها وظهرت بعدة هيئات لتقوم بلعن الأسرة كاملة، في الكتاب التاريخي لم يكن هذا الانتقام مرتبطًا بأحداث قبيلة ريوزوجي [الإنجليزية] بل يتكلم الكتاب عن نوع مجهول من القطط التي أسيء معاملتها من قبل الإقطاعي «كوموري هاندايو» التابع لنابيشيما بحثت عن الإنتقام وقامت بقتل وإلتهام محظية الحاكم المفضلة وتحولت إلى شكلها لتؤذي العائلة وكان «إيتو سودا» هو من قتلها.
في بداية فترة شووا (1926-1989م) أصبحت أفلام الكايدان مثل (ساغا كايبيودين؛佐賀怪猫伝) و (كايدان ساغا ياشيكي؛怪談佐賀屋敷) ذات شعبية كبيرة، وبرزت ممثلات مثل تاكاكو إريه [الإنجليزية] و«سوميكو سوزوكي» بدور باكينيكو حتى أطلق عليهن لقب «ممثلات الباكينيكو».

### أخرى
يعود الظهور القطط كيوكاي في الأدب إلى فترة كاماكورا (1185-1333م)، في مجموعة قصص سيتسوا [الإنجليزية] المحكية كوكون تشومونجو [الإنجليزية]، يمكن رؤية عبارات تشير إلى وجود قطط تقوم بأفعال غريبة ومشبوهة، مشيرة إلى أنها «يمكن أن تكون قطط تحولت إلى شياطين»، وعن إرتباط القصص القديمة عن الباكينيكو من تلك الفترة الزمنية بالمعابد، يعتقد أن سبب ذلك يعود إلى زمن وصول البوذية إلى اليابان حيث كان يتم تربية القطط في المعابد لحماية نصوص السوترا المقدسة من الفئران والقوارض.
وفي فترة إيدو (1603-1867م) حيث العصر الذهبي لحكايات الكايدان [الإنجليزية] عن الباكينيكو المنتشرة في مختلف مناطق البلاد، فيمكن إيجاد أجزاء تتحدث عن القطط التي تتحول إلى بشر في قصص (توين شوسيتسو؛兎園小説) و (ميميبوكرو؛耳嚢) و (شين تشومونجو؛新著聞集) و (سيبان كايدان جيكّي؛西播怪談実記)، وبشكل مشابه هناك ذكر عن القطط التي ترقص في القصص (كاشّي ياوا؛甲子夜話) و (أواري ريويكي؛尾張霊異記)، في المجلد الرابع من (ميميبوكورو) يروى أن أي قطة في أي مكان تعيش لأكثر من 10 سنوات ستبدأ بالتحدث مثل البشر، وأن القطط المولودة من تزاوج ثعالب وقطط ستبدأ بالكلام حتى قبل بلوغها 10 أعوام، إنتشار القصص والمسرحيات في هذه الفترة ساعد على نشر الأسطورة على نطاق أكبر وجعلها أكثر شهرة.
في منطقة ماكيداني، ياماساكي، مقاطة شيسو، محافظة هاريما (حاليا شيسو، محافظة هيوغو)، تم تناقل حكاية عن رجل في كاراكاوا كان بالأصل باكينيكو، وحكاية أخرى من نفس النوع يمكن إيجادها في قرية فوكوساكي مقاطعة جينساي من نفس المحافظة حيث يقال بأنه في معبد كونجوجو-جي قام شخص من المعبد بقتل باكينيكو كانت تسبب مشاكل للقرويين، لهذه القصة قواسم مشتركة مع حكاية سوسانو وقتله ياماتا نو أوروتشي [الإنجليزية] حيث لعبت العائلات المحلية القديمة فيها دورًا.
في عام 1909 تم نشر مقالات في صحف مثل (سبورتس هوتشي [الإنجليزية]، يوروزو تشوهو، ياماتو شيمبون [الإنجليزية]) عن مشاهدات لقطط ترقص في منازل سكنية في هونجو، طوكيو.

## معالم مادية

### ميوتاراتينيو
هي معبودة يوجد ضريحها في معبد ياهيكو [الإنجليزية]، محافظة نييغاتا، أصل هذا المعلم يعود إلى حكاية من فترة بونكا [الإنجليزية] (1804-1818م) تدعى (كايدان هوكّوكو جونكوكي؛北国奇談巡杖記)، والتي تحتوي على مقاطع حول أحداث غامضة تؤديها قطط، بحسب قصة أخرى سيتسوا [الإنجليزية] من منطقة هوكوريكو، تتكلم القصة عن عجوز الجبل هي قطة قتلت وأكلت عجوز بشرية وتحولت إلى شكلها وأخذت محلها، لكن لاحقًا تغير سلوكها لتصبح المعبودة (ميوتاراتينيو)، كما تتنشر قصص مماثلة في عموم البلاد.

### نيكو نو أودوريبا
في منطقة إيزومي-كو، مدينة يوكوهاما، محافظة كاناغاوا، يروى منذ زمن طويل أن في محل للصويا في منطقة توكايدو (حاليًا توتسوكا-كو)، لاحظ صاحب المحل أن المناديل التي يستخدمها تختفي الليل يومًا تلو آخر، وفي إحدى الليالي بعد أن أنهى عمله وخرج سمع صوت موسيقى قادمة من مكان يفترض أن لا أحد فيه، ذهب ليلقي نظر فشاهد مشهدًا غريبًا رأى قطط مجتمعة ووسطها كان قط صاحب المتجر الأليف يرتدي منديلاً في رأسه ويرقص، أدرك هنا سبب إختفاء المناديل.
سميت المنطقة التي حدثت فيها القصة أودوريبا (踊場، تعني: مكان الرقص) وتم تعميم الاسم ايضًا على معالمها كتقاطع أودوريبا ومحطة أودوريبا [الإنجليزية] ضمن خط مترو أنفاق يوكوهاما المحلي [الإنجليزية]، وفي عام 1737م تم بناء نصب حجري تذكاري عند تقاطع أودوريبا لتهدئة أرواح القطط، كما ويمكن ملاحظة إنتشار تصاميم عن القطط في كافة أنحاء المحطة.

### أوماتسو دايغونغين
ضريح شنتوني يقع في بلدة كامو، مدينة أنان محافظة توكوشيما، القصة حول هذا الضريح تعود إلى وقت مبكر من فترة إيدو، وتحكي عن رئيس قرية كامو الذي أضطر لإقتراض المال من رجل ثري من أجل إنقاذ القرية عندما فشل موسم زراعتهم، تمكن رئيس القرية من سداده المال في وقته المحدد إلا أن الرجل الثري تآمر عليه واتهمه زورًا بعدم التسديد، بسبب اليأس أصيب زعيم القرية بمرض توفي على اثره ثم قام الثري بمصادرة الأرض التي وضعت كضمان للقرض، عندما حاولت زوجة رئيس القرية «أوماتسو» تقديم شكوى إلى مكتب بوغيو (الساموراي الموكلين على إدارة المنطقة)، أصدر المكتب حكمًا غير عادل بعد تلقيه رشوة من ذلك الثري، حاولت الزوجة مرة ثانية وقدمت شكوى إلى الأمراء الاقطاعيين في المنطقة، فشلت مجددًا وتم اعدامها، نتيجة هذا الظلم تحولت قطة السيدة ذات الثلاث ألوان التي كانت تربيها إلى باكينيكو وقامت بتدمير الرجل الثري وعائلات البوغيو.
في ضريح أوماتسو دايغونغين يوجد قبر «أوماتسو» حيث تم تكريم الزوجة المخلصة التي خسرت حياتها من أجل العدالة، كما تم تقديس قطتها التي قامت بتدمير أعداء مربيتها، يشار لنصب القطة باسم نيكوزوكا، يوجد على أرض الضريح تمثال حارس كوماينو ووضعه لقط وهو أمر نادر جدًا.
لأن القصة تتكلم عن قطة سعت للإنتقام من أجل العدالة، فيعتقد أنها تقدم أفضلية في الفرص والأشياء التي تتعلق بالمنافسة، لذا في موسم الإمتحانات يجأ لها عدد من الطلاب سعيًا للنجاح في الإمتحان.

### نيكو دايميوجين شي
في شيرويشي [الإنجليزية] في مقاطعة كيشيما [الإنجليزية] محافظة ساغا، في ضريح شورينجي يوجد معبود (دايميوجين) مستمد من قصة تتعلق بقبيلة نابيشيما [الإنجليزية]، وعلى غرار «اضطراب نابيشيما باكينيكو»، في هذه القصة إتخذت باكينيكو شكل زوجة «نابيشيما كاتسوشيغي» لتسعى خلف حياة كاتسوشيغي، حتى تمكن خادمه «تشيبو هونويمون» من قتلها، مع ذلك لم تتمكن عائلة تشيبو من إنجاب أي وريث ذكر بسبب لعنة القطة، لهذا تم تأليه القطة في ضريح شورينجي، في الضريح يوجد نيكوزوكا يحمل نقش لقطة بسبعة ذيول بارزة الأسنان.
تاريخيًا، «هيدي إيسيموري» من قبيلة هيدي التي حكمت مرة شيرويشي وكانت على صداقة مع قبيلة نابيشيما [الإنجليزية] كان يشتبه بكونها مسيحية لذا تم تدميرها، يتم ربط حركة حزب قبيلة هيدي بالباكينيكو، ما جعلها النموذج الأولي لاضطراب نابيشيما.

## في الثقافة الشعبية
لأن الباكي نيكو من أشهر وحوش اليوكاي اليابانية، فلا يكاد يخلو عمل فني أو أدبي يابان عن اليوكاي من الباكينيكو بمختلف أشكالها، على سبيل المثال لا الحصر:

### في الأفلام
تظهر الباكينيكو في الأفلام اليابانية خاصة أفلام الرعب التي تحمل تصنيف فرعي «وحش القط» أو «شبح القط»، هذه الأنواع الفرعية مستوحاة بالأصل من مسرحيات الكابوكي، في هذه الأفلام غالبًا ما تصور الباكينيكو على أنها روح انتقامية تتصور بهيئة امرأة شبه قطة.

### في الأنمي والمانغا
ظهرت قصة الباكينيكو في الحلقات (9، 10، 11) من مسلسل الأنمي أياكاشي: حكايات رعب كلاسيكية يابانية [الإنجليزية]، بشكل شبح قطة تبحث عن الإنتقام لمقتل مربيتها تاماكي.

## معرض الصور

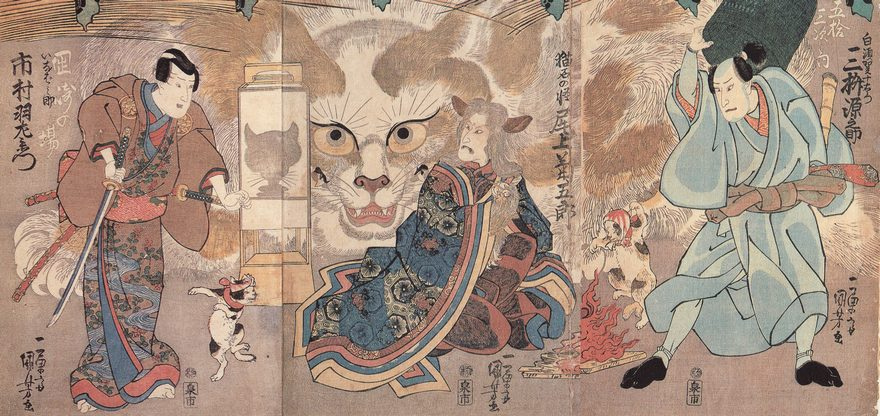
تصوير لمسرحية بعنوان (أومي نو هارو غوجوسانتسوغي؛梅初春五十三駅) من قبل رسم الفنان أوتاغاوا كونيوشي اللوحة تحتوي أكثر من شكل من الباكينيكو، في الوسط باكينيكو متحولة بشكل إمرأة وحولها باكينيكو أخرى بشكل قطط ترقص.
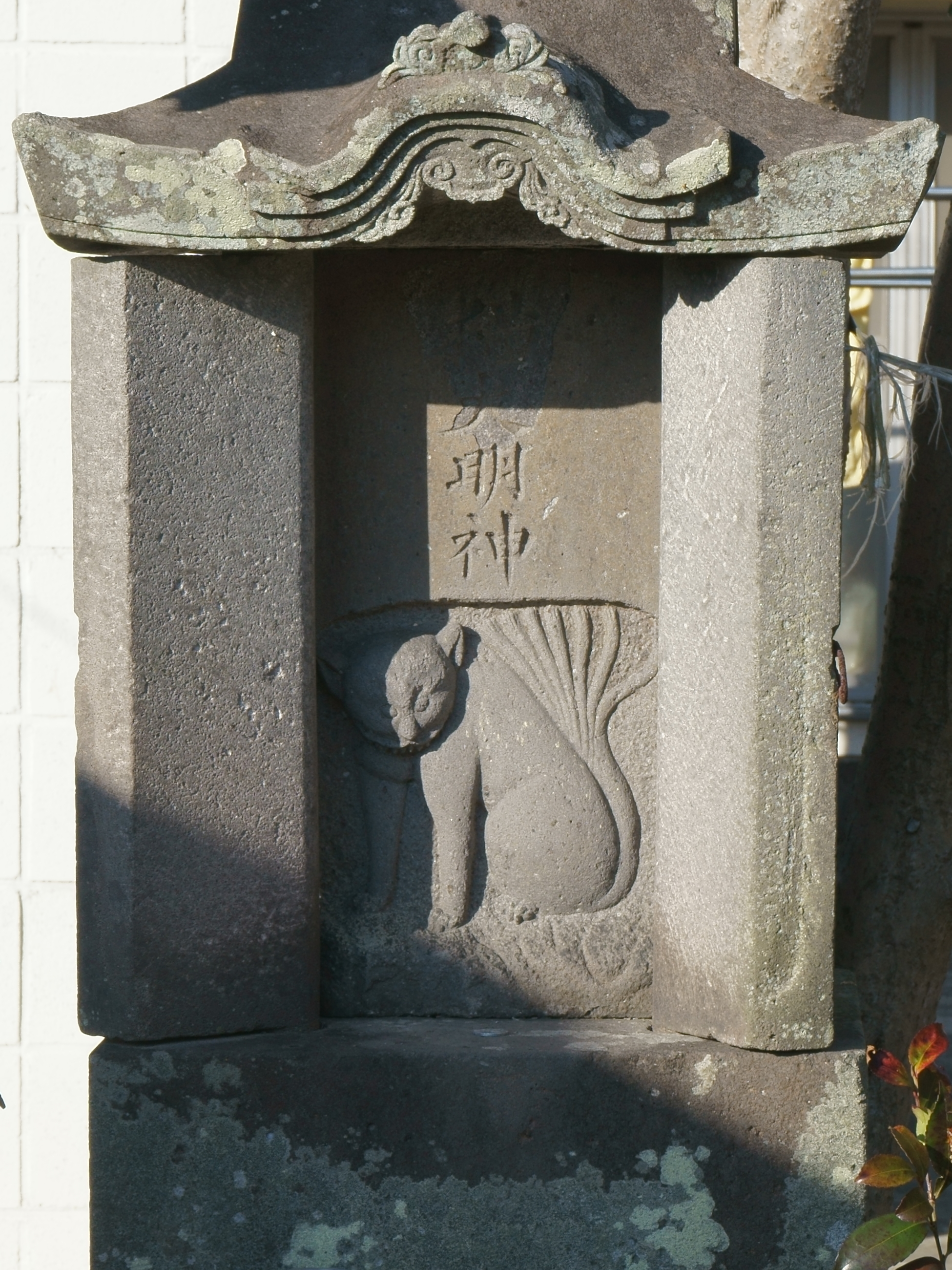
منحوتة الباكينيكو ذات الذيول السبعة، الموجودة في معبد شورينجي.
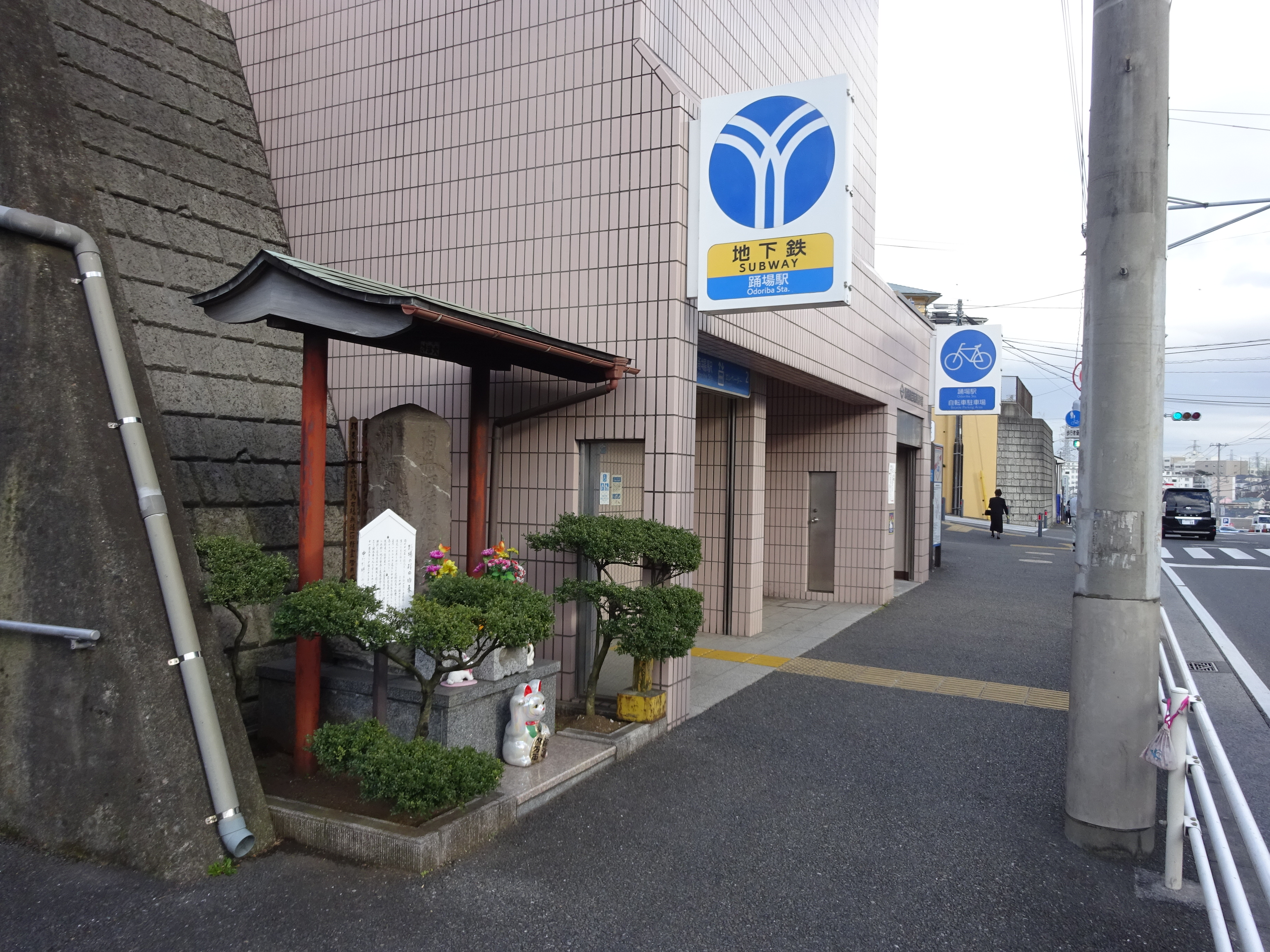
النصب الحجري الخاص بالباكينيكو قرب البوابة الثانية من محطة أودوريبا [الإنجليزية].
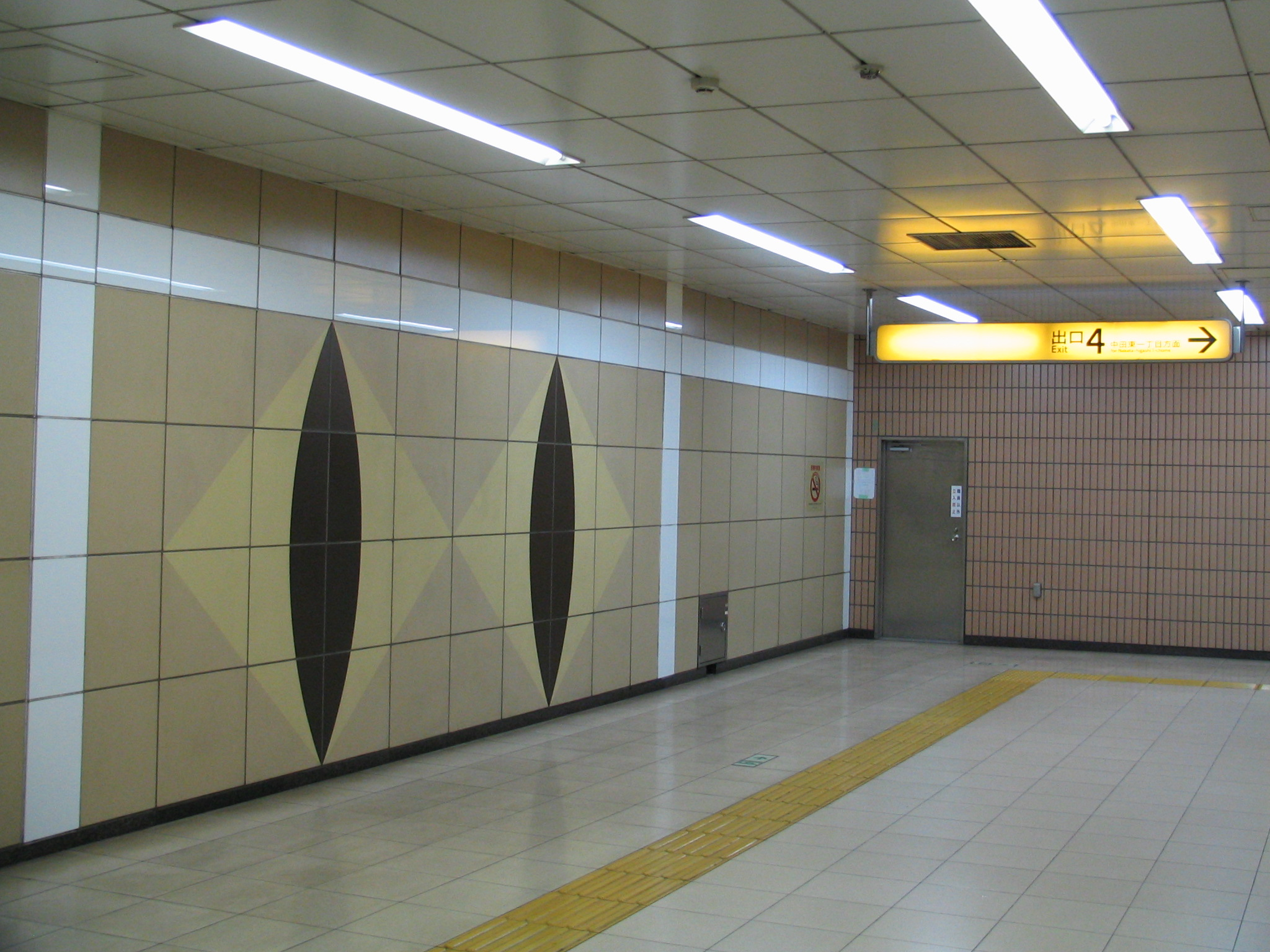
جدار محطة ميترو أودوريبا [الإنجليزية] مزين بتصميم يشير الى عيون القط.

## طالع أيضًا
- كائن أسطوري
- فلكلور ياباني
- غاشادوكورو
- امرأة الثلج
- إيتان مومين
- يوكاي

## روابط خارجية
- صفحة الباكينيكو على موقع هياكومونو غاتاري (بالإنجليزية).
- وحوش القطط (بالإنجليزية).
- قاعدة بيانات اليوكاي من قبل مركز البحث الدولي للدراسات اليابانية [الإنجليزية] (باليابانية).